# Syców (gmina)
Syców est une gmina mixte du powiat de Oleśnica, Basse-Silésie, dans le sud-ouest de la Pologne. Son siège est la ville de Syców, qui se situe environ 27 km au nord-est d'Oleśnica, et 52 km au nord-est de la capitale régionale Wrocław.
La gmina couvre une superficie de 144,79 km2 pour une population de 16 330 habitants.

## Géographie
La gmina est bordée par les gminy de Działdowo, Grunwald, Kozłowo, Lubawa, Ostróda et Rybno.